# Feminist Art Program
El Feminist Art Program (FAP) Programa de Arte Feminista fue un programa de arte de nivel universitario para mujeres desarrollado en 1970 por la artista Judy Chicago y seguido por las artistas Rita Yokoi, Miriam Schapiro y otras. La FAP comenzó en el Fresno State College, como una forma de abordar las desigualdades de género en la educación artística y el mundo del arte en general. En 1971, Judy Chicago y Miriam Schapiro llevaron el FAP al recién formado Instituto de las Artes de California, dejando a Rita Yokoi para ejecutar el FAP de Fresno hasta su retiro en 1992. El FAP en el Instituto de las Artes de California estuvo activo hasta 1976. Las alumnas del Programa de Arte Feminista leían a escritoras, estudiaban a mujeres artistas y hacían arte sobre ser una mujer basándose en sesiones grupales de concienciación. A menudo, el programa era independiente del resto de la escuela de arte para permitir que las mujeres se desarrollaran en un ambiente similar a un invernadero y lejos de críticas. Si bien el posicionamiento separatista ha sido cuestionado por reforzar el género, el FAP ha dejado una duradera huella en el arte feminista que puede verse en retrospectivas, exposiciones de grupo y reelaboraciones creativas de los proyectos originales. 

## Programa de Arte Feminista de Fresno
El Programa de Arte Feminista original fue desarrollado por la artista Judy Chicago . El primer programa de este tipo se lanzó en  otoño de 1970 en el Fresno State College, ahora California State University, Fresno . En la primavera de 1971, se convirtió en un programa completo de 15 unidades. Fue el primer programa de arte feminista en Estados Unidos. Participaron en el mismo quince estudiantes: Dori Atlantis, Susan Boud, Gail Escola, Vanalyne Green, Suzanne Lacy, Cay Lang, Karen LeCocq, Jan Lester, Chris Rush, Judy Schaefer, Henrietta Sparkman, Faith Wilding, Shawnee Wollenman, Nancy Youdelman y Cheryl Zurilgen.  La artista Vicki Hall trabajó como asistenta de enseñanza de Judy Chicago. Juntas, como Programa de Arte Feminista, alquilaron y renovaron un estudio fuera del campus en el 1275 Maple Avenue en el centro de Fresno . Allí colaboraron en arte y organizaron grupos de lectura y grupos de discusión sobre sus experiencias de vida que luego influyeron en su arte. 
El Programa de Arte Feminista de Fresno sirvió de modelo para otros esfuerzos de arte feminista, como la Womanhouse, una exposición colaborativa de arte feminista y el primer proyecto producido después de que el Programa de Arte Feminista se trasladara al Instituto de las Artes de California en otoño de 1971. Sheila de Bretteville y Arlene Raven también fueron profesoras en el programa. Womanhouse, al igual que el proyecto Fresno, también se convirtió en un espacio de estudio feminista y promovió el concepto de arte colaborativo de mujeres.  
Después de que Judy Chicago dejara el CalArts, las clases fueron continuadas por Rita Yokoi de 1971 a 1973, y posteriormente por Joyce Aiken en 1973 hasta 1992.

## Programa de Arte Feminista (FAP) en CalArts
Más tarde, en 1971 Judy Chicago y Miriam Schapiro restablecieron el Programa de Arte Feminista (FAP) en el Instituto de las Artes de California en Valencia, California. Basándose en "técnicas radicales educativas" que había tratado por primera vez en sus clases para las mujeres en 1970 - 1971, cuando trabajaban en el Estado de Fresno, Chicago y Schapiro crearon el programa, el primero de este tipo sólo accesible a las mujeres. Chicago, en particular, sintió que tenía que "rehacer" su formación como historiadora del arte, ya que había sido enseñada exclusivamente por hombres y consideraba que este trasfondo la forzaba a una perspectiva masculina sobre ella como artista y le impedía desarrollar "sus propias formas, lenguaje artístico y temático".

## Taller de Estudio Feminista
El Taller de Estudio Feminista (Feminist Studio Workshop) fue fundado en Los Ángeles en 1973 por Judy Chicago, Arlene Raven y Sheila Levrant de Bretteville como un programa de arte feminista de dos años. Las mujeres que participaron en el programa fueron fundamentales para encontrar y crear el Woman's Building el primer centro independiente que exhibía el arte y la cultura de las mujeres. Desilusionadas con la atmósfera dominada por los hombres en el CalArts y deseando tener su propio espacio, las profesoras plantearon sus clases con una estructura no jerárquica y se centraron en capacitar a las estudiantes en formas de arte menos tradicionales como el arte escénico y el diseño gráfico. Chicago dejó el Taller de Estudio Feminista en 1974 para trabajar en la instalación The Dinner Party, a finales de la década, Raven y de Bretteville también se habían ido y el programa fue asumido por exalumnas. Sin embargo, la inscripción en el Taller Feminista de Estudio disminuyó a medida que el clima político cambió y los fondos públicos disminuyeron. El programa se cerró en 1981, aunque el Edificio de la Mujer permaneció abierto hasta 1991.